# Patrick Holzapfel
Patrick Holzapfel, nemški filmski ustvarjalec, pisatelj, esejist, novinar, urednik, kustos, * 1989, Augsburg
Patrick Holzapfel je zaključil filmske in gledališke študije na Univerzi na Dunaju. Njegova prva dva kratka filma Fragmente einer Trauerarbeit (Drobci žalovanja, 2016) in Brief aus Brennberg (Pismo iz Brennberga, 2019) sta bila premierno prikazana na Festivalu avstrijskega filma Diagonala v Gradcu, kasneje pa tudi na različnih evropskih filmskih festivalih in televiziji. Kot kustos je med drugim pripravil prvo obsežno zgodovinsko retrospektivo romunskega filma v Avstrijskem filmskem arhivu, redno sodeluje tudi z Avstrijskim filmskim muzejem. Filmski programi, ki jih je pripravil, so bili prikazani po celi Evropi, med drugim v Berlinu, Londonu, Bernu in na Dunaju. Je ustanovitelj in glavni urednik bloga Jugend ohne Film (Mladost brez filma), kjer zagovarja »literarno filmsko kritiko«. Oktobra 2022 so prispevki prvič izšli tudi v tiskani obliki. Njegova besedila so objavljena v številnih tiskanih in spletnih publikacijah, kot na primer v DiePresse, Perlentaucher, Mubi Notebook, Filmdienst in Cahiers du Cinéma. Njegov romaneskni prvenec Hermelin auf Bänken (Hermelin na klopeh) je izšel spomladi 2024 pri založbi Matthes&Seitz. Poleg tega Holzapfel pripravlja projekt Wörter für die Welt da draußen (Besede za svet tam zunaj), imaginarno enciklopedijo izginjajočega sveta.
Leta 2016 je Patrick Holzapfel prejel štipendijo Siegfrieda Kracauerja, ki jo podeljuje Združenje nemških filmskih kritikov, 2022 pa štipendijo za literaturo, ki jo podeljuje avstrijsko zvezno kanclerstvo. Istega leta je bil izbran za udeleženca Literarne rezidence Temnitz in zmagal na literarnem natečaju Open-Mike za mlado književnost v Berlinu s svojo kratko zgodbo Glasovi grgranja (Gurgelgeräusche). Besedilo je sočasno z natečajem izšlo v antologiji 30. open mike. V maju 2023 je gostoval v Sloveniji kot udeleženec Literarne rezidence Gornji Grad. Živi in dela v Avstriji, na Dunaju.